# Potts-Gletscher
Der Potts-Gletscher ist ein steiler Gletscher im ostantarktischen Viktorialand. In den Victory Mountains fließt er von den westlichen Hängen des Malta-Plateaus in südlicher Richtung zum Mariner-Gletscher.
Der United States Geological Survey kartierte ihn anhand eigener Vermessungen und Luftaufnahmen der United States Navy aus den Jahren von 1960 bis 1964. Das Advisory Committee on Antarctic Names benannte ihn 1970 nach Donald Cameron Potts, Biologe auf der McMurdo-Station von 1966 bis 1967.